# Buenaventura Sánchez-Cañete López
Buenaventura Sánchez-Cañete López   (Alcalá la Real, 14 d'abril de 1877 - Barcelona, 15 de setembre de 1946) fou jurista, magistrat i president de l'Audiència Territorial de Barcelona en els primers anys de la dictadura franquista.
Fill d'una família benestant. Un cop es llicencià en dret a la Universitat de Granada, passà directament i sense concurs a ser vicesecretari de l'Audiència de Jaén. Com a jutge ocupa diverses destinacions com a la Carolina o Guadalajara. Va estar vinculat al caciquisme i a la monarquia de la Restauració borbònica. A voltes tan explícitament que se li obrí un expedient, sense conseqüències, per situar la seu del Partit Conservador a casa seva. Durant la Dictadura de Primo de Rivera, el 1926, fou nomenat magistrat i destinat a Barcelona. Fou governador civil de la província de València des del dos de març del 1931 fins al 14 d’abril del 1931. El 1932, amb la Segona República, va ser separat de la judicatura pel seu antirepublicanisme, però aconseguí ser reintegrat fent valer la seva passivitat davant la proclamació de la República. En realitat, va combatre de forma militant el règim republicà. En aquesta línia estigué al capdavant del grup que, des de Catalunya, col·laborà en l'intent de cop d'estat del general José Sanjurjo de l'agost de 1932. Sanchez-Cañete també participà en la preparació i execució, a Barcelona, del cop d'estat del 18 de juliol de 1936. Derrotada a Barcelona la rebel·lió, fou empresonat. Va ser posat en llibertat el maig de 1937.
En ocupar-se Catalunya al final de la Guerra Civil per part de les tropes franquistes, va ser reposat al seu lloc a la judicatura amb l'aval de Sáinz Rodríguez, ministre del govern de la dictadura del general Francisco Franco. Per un decret del febrer de 1939 era nomenat president de la "Sala de lo Civil" de l' Audiència Territorial de Barcelona. Buenaventura Sanchez-Cañete, conjuntament amb els magistrats Ignacio de Lecea Grijalba i Federico Parera Abelló, van ser triats per portar a terme la "depuració" dels jutges de Barcelona. Un procés on qui va actuar més severament fou Sánchez-Cañete que des de 1939 assumí interinament la presidència de l'Audiència Territorial de Barcelona. Durant la seva presidència la mateixa Inspecció de Tribunals franquista, el 1941, veié greus problemes ètics i morals. Afirmà sobre l'administració de justícia de Catalunya que "se estima que de justicia sólo tiene el nombre”
El 7 d'octubre de 1940 Sánchez-Cañete fou un dels més durs testimonis de càrrec de l'acusació en el consell de guerra que portà a l'afusellament de Lluís Companys, president de la Generalitat de Catalunya. El 1945 fou nomenat titular de la presidència de l'Audiència Territorial de Barcelona. El setembre de l'any següent morí a Barcelona.